# Saturn-Apollo 7
Saturn-Apollo 7 (A-102) – jedna z misji przygotowawczych programu Apollo; druga, która wyniosła makietę modułu Apollo. Do testów użyto makiety modułu dowodzenia i serwisowego (CSM), BP-15, oraz rakiety nośnej SA-7. Misja potwierdziła kompatybilność Saturna I Block II i CSM oraz działanie awaryjnego systemu ucieczki podczas startu.

## Cele
źródło
Misja miała za zadanie powtórzyć lot Saturn-Apollo 6 (A-101). Ponownie miał zostać wyniesiony, tzw. boilerplate (BP), czyli makieta kapsuły Apollo i modułu serwisowego. W odróżnieniu od poprzedniego BP, w BP-15 jedna z makiet silniczków sterowania położeniem miała wykonać pomiary temperatury i wibracji podczas startu. Drugą istotną różnicą było uruchomienie awaryjnego systemu ucieczkowego podczas startu (Rakietowy System Ratunkowy (LES) (Launch Escape System), przy użyciu rakiet ucieczkowych i silników kontroli obrotu rakiety.
Główną różnicą w użytej rakiecie nośnej było zaś wyposażenie Saturna, po raz pierwszy, w programowalny komputer. Przy poprzednich startach używano zaprogramowanych wcześniej układów, bez możliwości przeprogramowania. 

### Szczegółowy opis celów misji
źródło
- Test konstrukcji, systemu napędowego i systemu sterowania rakiety nośnej z ładunkiem (makiety statku Apollo).
- Pierwszy pełny test systemu sterowania ST-124.
- Drugi test sterowania stopniem S-IV pod kontrolą ST-124.
- Trzeci test S-IV podczas lotu.
- Trzeci test IU podczas lotu.
- Test kompatybilności rakiety nośnej i makiety statku Apollo w trakcie przygotowań do misji, podczas startu i lotu.
- Drugi test wyłączenia silników S-IV pod kontrolą komputera pokładowego.
- Trzeci test separacji S-I od S-IV.
- Trzeci start ze stanowiska 37B.
- Pierwszy test układu sterowania ASC-15 (S-I).
- Pierwszy test żyroskopowego systemu orientacji rakiety (oba stopnie).
- Pierwszy test nowej metody odrzucania LES, z wykorzystaniem silnika rakiety ratunkowej i silnika manewrowego.
- Test bezodrzutowego systemu usuwania odparowanego wodoru ze zbiorników drugiego stopnia (S-IV).
- Pierwszy test systemu wykrywania ognia w silniku pierwszego stopnia. W tym locie system nie był aktywny, pełnił tylko rolę „pasażera“.
- Pierwszy lot bez zapasowego systemu hermetyzacji zbiornika ciekłego tlenu (LOX) w drugim stopniu rakiety.
- Powrót na Ziemię ośmiu kamer, rejestrujących zachowanie LOX w zbiorniku podczas lotu. Cel częściowo osiągnięty. Odzyskanie kamer okazało się niemożliwe. Odnaleziono tylko dwie spośród nich.
- Trzeci lot orbitalny drugiego stopnia, instrumentu IU i makiety statku Apollo, łącznie prawie 18 ton ładunku.

## Przebieg lotu
W lipcu 1964 roku, podczas przygotowań do startu, znaleziono małe pęknięcie w silniku nr 6. Oznaczało to konieczność wymontowania silnika, co w rakiecie Saturn obsługa techniczna wykonała po raz pierwszy. Nadzorcy misji postanowili zwrócić do producenta wszystkie osiem silników. Demontaż wszystkich, połączonych znaczną ilością przewodów, rurek i kabli, zajął dziesięć godzin. Wymiana silników opóźniła lot o około dwa tygodnie. Opóźnienie o kolejne kilka dni spowodowały huragany „Cleo” i „Dora”.
Start miał miejsce 18 września 1964 roku. Pierwszy człon działał przez 147,7 sekundy, odłączając się 0,8 sekundy później. Drugi człon odpalony został 1,7 sekundy później. W 160,2 s lotu odpalono system LES. Po 621,1 sekundach lotu osiągnięto orbitę. Rzeczywista trajektoria lotu różniła się od założonej ze względu na zbyt duży ciąg silników pierwszego stopnia rakiety. 
Lot potwierdził oczekiwaną pracę wszystkich testowanych elementów. Statek nadawał telemetrię przez pięć okrążeń Ziemi. Śledzono go aż do ponownego wejścia w atmosferę nad Oceanem Indyjskim, w trakcie wykonywania 59. orbity.
Jedynym niepowodzeniem było nieodnalezienie ośmiu aparatów fotograficznych. Wiadomo było, że opadły na wyznaczony teren, jednak huragan „Gladys” uniemożliwił dłuższe ich poszukiwanie. Dwa miesiące później dwa z nich zostały wyrzucone przez fale na plażach wysp San Salvador i Eleuthera (archipelag Bahamów). Filmy były nienaruszone.

## Podsumowanie
źródło
Wszystkie cele misji zostały osiągnięte. Zarówno system sterowania, jak i system kontroli lotu działały prawidłowo. Separacja poszczególnych stopni przebiegała prawidłowo. Zarówno praca układu napędowego pierwszego i drugiego stopnia były zadowalające. SA-6 była trzecią rakietą Saturn, w której w pierwszym stopniu zastosowano silnik H-1 o ciągu 836000 N (85,3 tony) każdy. Był to także trzeci test silników RL-10A# (S-IV) Zdarzyły się jedynie niewielkie odchylenia od założonych parametrów. Natomiast niedokładne zamontowanie  silników ulażu (silniczki wytwarzające niewielkie przyspieszenie w celu zepchnięcia paliwa i utleniacza na dno zbiorników) spowodowało znaczący błąd parametru przechylenia rakiety (6°). Wibracje pierwszego stopnia były najmniej intensywne, jakie zanotowano w rakietach Saturn. Wibracje stopnia S-IV mieściły się w granicach normy. Również naprężenia i zmiany temperatury stopni rakiety były zgodne z założeniami. Także systemy elektryczne IU działały prawidłowo, zarówno podczas startu, jak i w trakcie lotu na orbicie. Dzięki S-IV makietę statku Apollo umieszczono na orbicie o okresie obiegu 88 minut. Wykonano ponad 130 różnych pomiarów, związanych zarówno z makietą statku, jak i rakietą nośną. Ich wyniki pozwalały stwierdzić, że Saturn jest już gotowy do użytku. Makieta miała dokładnie takie same rozmiary, masę i środek ciężkości jak prawdziwy statek. Spisała się wyśmienicie i dostarczyła NASA nowych danych podczas lotu na orbicie. Lot SA-7 okazał się dużym sukcesem i ostatnie trzy loty rakiety Saturn I, zaplanowane jako zwykłe testy, przemianowano na misje naukowe.
Kombinacja Saturn-Apollo została uznana za gotową do użytku o trzy lata wcześniej niż zakładano.